# Кильпе, Генрих Эдуардович
Кильпе Генрих Эдуардович (3 декабря 1922, Петроград — 7 сентября 1994, Санкт-Петербург) — советский живописец, член Санкт-Петербургского Союза художников (до 1992 года — Ленинградской организации Союза художников РСФСР).

## Биография
Родился 3 декабря 1922 года в Петрограде. Участник Великой Отечественной войны. Рядовым сражался на Ленинградском и Волховском фронтах. Был тяжело ранен. Награждён медалями «За оборону Ленинграда», «За боевые заслуги», «За победу над Германией».
В 1952-1958 учился в ЛИЖСА имени И. Е. Репина у Петра Белоусова, Рудольфа Френца. Окончил институт по батальной мастерской Е. Е. Моисеенко с присвоением квалификации художника живописи. Дипломная работа — картина «Защитники Брестской крепости».
Участвовал в выставках с 1959 года. Писал жанровые, исторические и батальные композиции, портреты, пейзажи. Среди созданных произведений картины «В кабине воздушного лайнера», «Готовы в полёт» (обе 1961), «Аэродром» (1962), «Лётчики», «На командном пункте» (обе 1964), «Марсово поле. Похороны героев революции» (1967), «Учительница Н. Савинова» (1971), «Новороссийский порт» (1974), «Академик И. А. Орбели в блокаду» (1975), «Штурм Рейхстага», «Ополченцы Ростсельмаша» (1978), «Физкультурный праздник в Артеке» (1983) и другие.
Скончался 7 сентября 1994 года в Санкт-Петербурге на 72-м году жизни.
Произведения Г. Э. Кильпе находятся в музеях и частных собраниях в России и за рубежом.